# Benjamin (2018)
Benjamin ist eine romantische Filmkomödie von Simon Amstell, die am 15. März 2019 in die Kinos im Vereinigten Königreich kam und am 25. August 2020 in den USA als DVD und Blu-ray veröffentlicht wird. 

## Handlung
Der 30-jährige Ire Benjamin Oliver ist ein aufstrebender Filmemacher. Gerade dreht er seinen zweiten Film mit dem Titel No Self und spielt darin auch einen von zwei homosexuellen Männern, die eine Beziehungskrise haben. Benjamin verarbeitet im Film halb-autobiografisch seine eigenen Probleme mit schwulen Bekanntschaften in London. Bereits sieben Jahre arbeitet er nun schon an dem Projekt und hat diesem dabei in seinem Leben alles andere untergeordnet. Da er besonders das Ende des Films vermasselt, ist seine Produzentin empört.
Am Abend vor der Premiere seines Films lernt er in einer Bar den französischen Sänger Noah kennen und fühlt sich wie magisch zu ihm hingezogen. Die Uraufführung seines Films am nächsten Tag wird zu einem Desaster, seine Sinnkrise wird hierdurch verschärft, vor allem weil er nicht weiß, ob er bereit für die wahre Liebe ist, jetzt wo seine Karriere in Trümmern liegt.

## Produktion

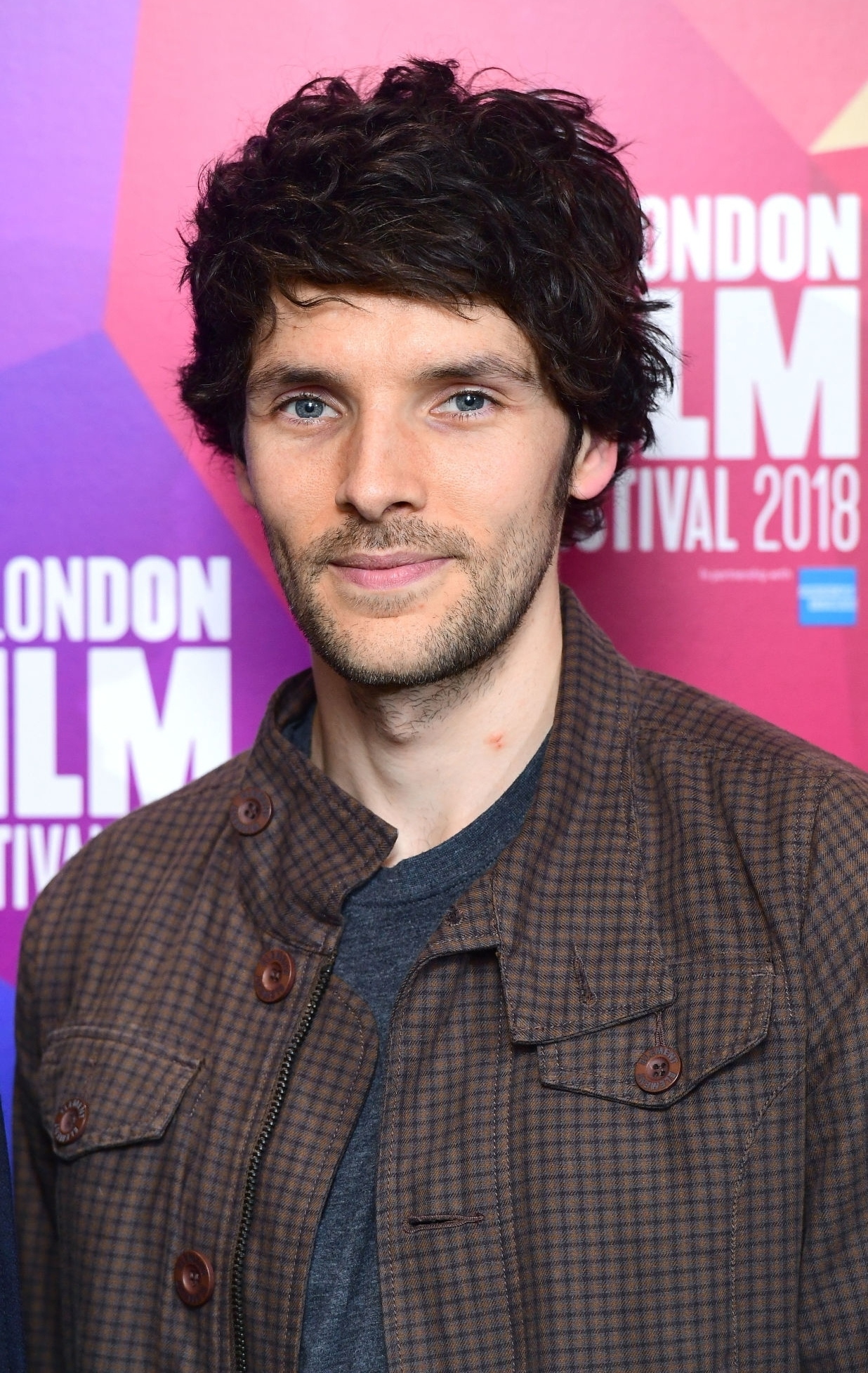
Colin Morgan spielt in der Titelrolle Benjamin Oliver

Regie führte Simon Amstell, der auch das Drehbuch schrieb. 
Der in Nordirland geborene Colin Morgan spielt in der Titelrolle Benjamin Oliver. Anna Chancellor spielt im Film seine Produzentin Tessa, Jessica Raine übernahm die Rolle von Billie, die er zur Verzweiflung bringt. Phénix Brossard spielt Noah, einen jungen französischen Musiker, den Benjamin kennenlernt.
Der Film feierte am 19. Oktober 2018 beim London Film Festival seine Premiere und kam am 15. März 2019 in die Kinos im Vereinigten Königreich. Am 25. August 2020 wird er in den USA als DVD und Blu-ray veröffentlicht.

## Rezeption

### Altersfreigabe und Kritiken
In den USA erhielt der Film von der MPAA ein R-Rating, was einer Freigabe ab 17 Jahren entspricht. In Deutschland wurde der Film von der FSK ab 12 Jahren freigegeben. 
Der Film wurde von 90 Prozent aller bei Rotten Tomatoes erfassten Kritiker positiv bewertet und erhielt 7,3 von möglichen 10 Punkten.

### Auszeichnungen
Milan International Lesbian and Gay Film Festival 2019
- Auszeichnung mit dem Publikumspreis (Simon Amstell)
- Nominierung als Bester Film für den Grand Jury Award  (Simon Amstell)